# Han Jung-kook
Han Jung-kook (한정국?, 韓正局?; 19 luglio 1971) è un ex calciatore sudcoreano, di ruolo centrocampista.